# Clan Ikeda
Pour les articles homonymes, voir Ikeda.

Emblème (mon) du clan Ikeda.

Le clan Ikeda (池田氏, Ikeda-shi) est un clan japonais de la province d'Owari au Japon. Les membres du clan sont les descendants directs de Minamoto no Yorimitsu. Minamoto Yasumasa, le petit-fils de Yorimitsu, a adopté le surnom d'Ikeda qu'il transmettra à ses descendants. Une autre théorie prétend que le clan Ikeda descendrait aussi du clan Kusunoki. Les Ikeda, se sont soumis successivement aux trois grands unificateurs du Japon : Hideyoshi Toyotomi, Nobunaga Oda et Ieyasu Tokugawa.
Après les batailles de Nagakute et de Sekigahara, le chef du clan Ikeda, Nobuteru Ikeda, était devenu l'un des daimyos les plus riches du Japon.